# Ремезов, Игорь Владимирович
Игорь Владимирович Ремезов (1914—1991) — военный инженер, полковник (1951), дважды лауреат Сталинской премии (1951, 1953).

## Биография
На армейской службе с сентября 1938 г.
После окончания Военной электротехнической академии связи РККА (февраль 1940) -преподаватель Сталинградского военного училища связи.
Участник Отечественной войны с сентября 1942 по май 1945 (Сталинградский, Южный, 4-й Украинский, 1-й Прибалтийский и 3-й Белорусский фронты), старший помощник начальника отделения радиослужбы отдела связи и помощник начальника по радиоуправлению Командующего артиллерией 2-й гвардейской Армии.
С июня 1945 г. помощник начальника связи артиллерии 2-го Дальневосточного фронта.
С ноября 1945 г. преподаватель радиотехники Ленинградского военного училища связи.
С января 1948 г. участник советской ядерной программы: начальник отделения, с октября 1948 заместитель начальника, с мая 1949 начальник 2-го отдела 5 сектора, с июня 1950 начальник 1-го сектора Семипалатинского полигона. Полковник (1951).
С декабря 1953 г. начальник 7-го отдела, с июля 1955 начальник 2 отдела 6-го Управления МО СССР. С июня 1958 заместитель начальника службы специального контроля 6-го управления 12-го Главного управления Министерства обороны.
С июня 1964 г. помощник начальника 12-го Главного управления МО по связи. С ноября 1966 начальник 9-го отдела — помощник по связи начальника 12-го Главного управления Министерства обороны СССР. Уволен в запас в августе 1967 г., работал старшим научным сотрудником на Курсах гражданской обороны РСФСР.
Участник испытаний ядерного оружия.
Дважды лауреат Сталинской премии (1951, 1953).
Награждён орденами Отечественной войны 1 степени (1985), 2 степени (1944), Трудового Красного Знамени (1949), Красной Звезды (1943, 1945, 1951, 1953) и медалями.
Похоронен на Введенском кладбище (11 уч.).